# Svenska elektrikerförbundet

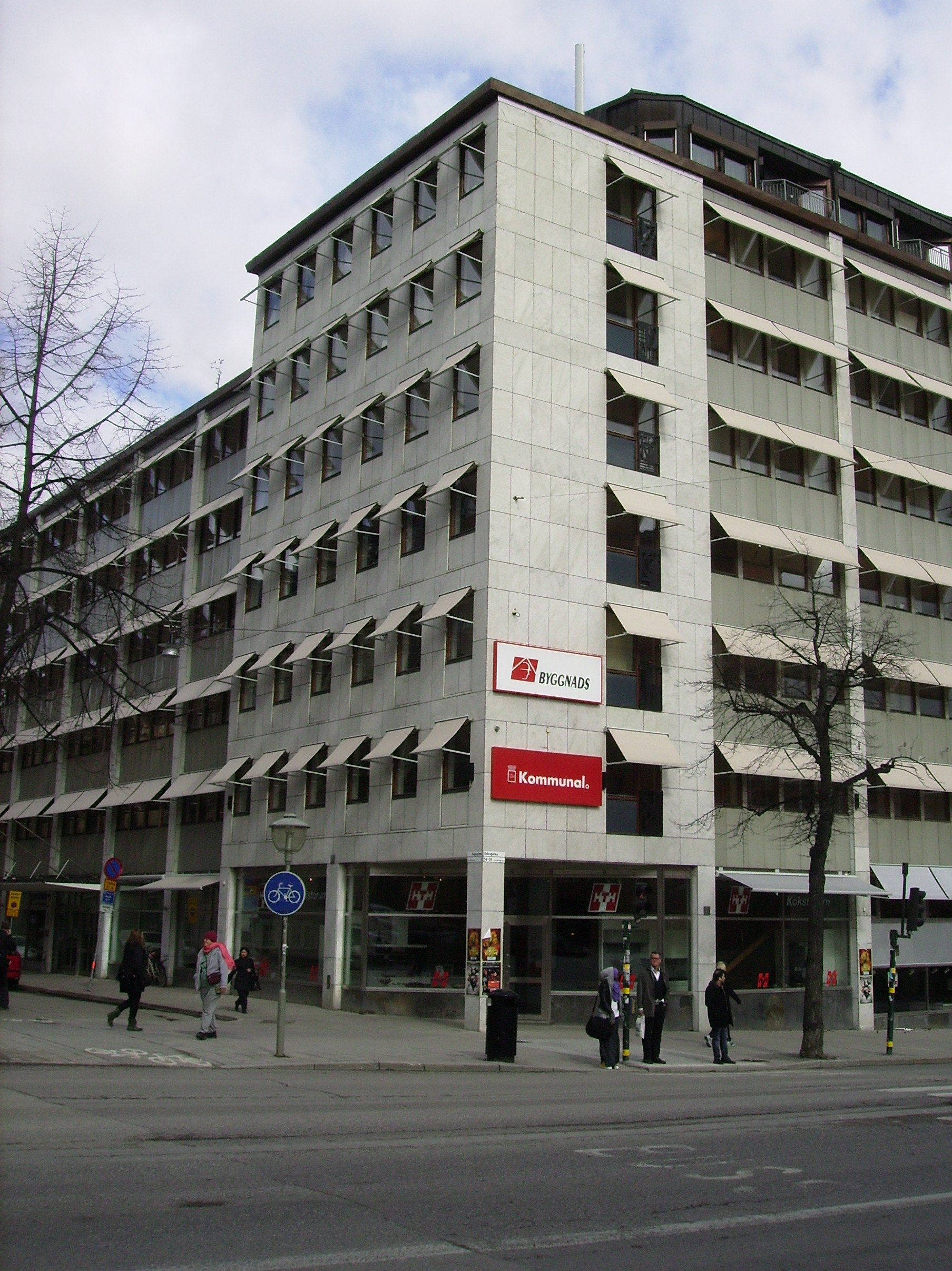
Elektrikerförbundets kontor på Hagagatan 2

Svenska Elektrikerförbundet (SEF), även kallat Elektrikerna, är ett fackförbund inom LO. Elektrikerförbundet organiserar Sveriges elektriker. Förbundet bildades den 17 september 1906 och organiserar omkring 24 000 medlemmar. Förbundets tidning heter Elektrikern och utkommer nio gånger per år.

## Organiserade yrkesgrupper
Förbundet organiserar anställda inom branscherna:
- Eldistribution
- Starkström
- Svagström
- Hiss och rulltrappor
- Larm och säkerhet
- Data och elektronik
- Radio- och TV-teknik
- Nätverk och telefoni
- Energiinstallation, såsom sol- och vindkraft [1]

## Historia
Stockholms Elektriska Montörförening var yrkesgruppens första fackförening och den bildades 1895. Man anslöt sig till Svenska järn- och metallarbetareförbundet 1902. Men missnöje med avtalen ledde till utträde 1906 och man började planera för ett eget yrkesförbund. Den 17 september 1906 bildades så Svenska Elektriska Arbetareförbundet på en konstituerande kongress i Stockholm. Första ordförande blev Gustav Rudolf Nilsson.
- 1917 ansluter sig hissmontörerna till förbundet
- 1920 ansluter sig även kraftverkselektrikerna
- 1939 överfördes järnbrukselektrikerna till Svenska metallindustriarbetareförbundet enligt industriförbundsprincipen.
- 1947 namnbyte till Svenska Elektrikerförbundet.
- 1970 överfördes de statligt anställda kraftverkselektrikerna till nybildade Statsanställdas förbund.
- 1980 hade förbundet 27343 medlemmar, varav 27248 män och 95 kvinnor. [2]
- 2009 gick förbundet med i 6F-samarbetet.
- 2011 bästa avtalet inom LO enligt LO-tidningen [3]
- 2016 Elektrikernas kvinnliga nätverk ELQvinnorna startar en offentlig Facebooksida [4]
- 2018 antar förbundet en ny grafisk profil [5]
- 2019 släpper förbundet inom ramarna för 6F-samarbetet förslag på en ny lönebildningsmodell "Lönebildning för jämlikhet" [6]

### Fotnoter
1. ↑  LO:s webbplats
2. ↑  Nordin, Rune (1981). Den fackliga arbetarrörelsen. 1, Uppkomst och utveckling (1. uppl.). Stockholm: Prisma i samarbete med Landsorganisationen i Sverige. Libris 256335. ISBN 91-518-1470-6
3. ↑  http://arbetet.se/2011/10/21/hog-lon-ger-starkare-stallning/
4. ↑  ”ELQvinnorna”. www.facebook.com. https://www.facebook.com/elqvinnorna/. Läst 12 november 2019.
5. ↑  ”Vår grafiska profil”. www.sef.se. https://www.sef.se/om-oss/press-och-information/grafisk-profil/. Läst 12 november 2019.
6. ↑  ”Underlagsrapporter i 6F:s lönepolitiska utredning”. www.sef.se. https://www.sef.se/om-oss/6f/underlagsrapporter-i-6fs-lonepolitiska-utredning/. Läst 13 november 2019.